# Facebook Home
Facebook Home是一套Android智慧型手機上的使用者介面，由社群網路服務Facebook開發。Facebook Home可取代Android裝置上既存的主畫面（桌面啟動器），讓使用者除了能啟動應用程式外，也可輕易的瀏覽和張貼Facebook內容，並在鎖定畫面上顯示來自Facebook和其他程式的通知訊息。此外Facebook Home也包含一組浮動界面，可讓使用者在任何程式內接收傳送Facebook訊息或SMS簡訊。Home在2013年4月4日舉行的一場媒體活動中發表，並於2013年4月12日在少數特定的HTC和Samsung裝置上推出，包括一款內建Facebook Home的智慧型手機HTC First。現在Facebook Home已從Google Play和Apple iTunes商店上下架。

## 設計
出於許多人的智慧型手機以使用Facebook等社群網路服務為主，Facebook Home的設計強調讓使用者透過行動裝置與其他人而非應用程式進行互動。在使用Facebook Home時，封面動態（Cover Feed）取代了原本的主畫面，使用者可在全螢幕環境中瀏覽其他用戶張貼的狀態更新，並可同時取用應用程式啓動器。鎖定畫面中則會以卡片方式顯示來自Facebook和其他應用程式的通知訊息，並以類似的方式顯示其他用戶的狀態更新。Facebook Home試圖儘可能隱藏原本的Android系統要素；在預設設定下，包括畫面頂端狀態列在內的界面元素將不會顯示。
訊息和SMS簡訊則透過一個稱為「聊天大頭貼」（Chat Heads）的系統完成；目前訊息對話中的聯絡人頭像會浮動在Android界面之上。點選頭像後則會在目前使用的應用程式之上開啟一個彈出式對話界面。

## 裝置相容性
Facebook曾保證Home將廣泛的支援多種裝置（包括智慧型手機和平板電腦），但目前Home僅支援七款HTC和Samsung的智慧型手機，分別為：HTC First、One X、One、Samsung Galaxy S III、S4、Note II和Nexus 4。
由於技術限制，最初僅有HTC First能透過Home來瀏覽Facebook以外的通知訊息，但隨後在HTC針對其他裝置發佈更新後已經解決。
雖然Facebook Home官方並不支援其他的Android裝置，但包括「聊天大頭貼」在內的許多功能隨後被複製到Facebook主應用程式中。2013年8月的一次Facebook主程式更新讓Android使用者可用封面動態取代原本的鎖定畫面（但僅限原本支援Facebook Home的裝置使用）。

## 反應與評價
在推出的數小時後，Facebook在Google Play上滿分5分中僅獲得平均2.3分的使用者評價。然而包括《紐約時報》在內的各家媒體則給予較為均衡的評價，包括稱讚Home的使用者經驗有著高完成度，「重新發明了在手機上啟動程式的方式」來加強對Facebook功能的關注，但也提及了Facebook Home對於其他非社群網路應用程式的排擠。其他媒體也關注在可能的隱私侵犯上，認為使用Home可能會讓Facebook更全面廣泛的取得行動裝置上的使用者資訊。
作為對負面使用者評價的回應，Facebook在2013年5月宣布將會參考使用者意見來進行Home的改善計劃。第一項改善計劃的更新在2013年6月中旬推出，加入了可在應用程式頁底部放置捷徑（app tray）的功能。2013年12月Facebook Home再度做出更新，加入了一個較傳統風格的主畫面。

## 資料來源
1. ↑  . 數位時代.   [2014-02-23]. （原始内容存档于2014-01-05）.
2. 1 2 3  . The Verge.   [2013-04-04]. （原始内容存档于2013-04-05）.
3. ↑  . TechRadar.   [2013-04-07]. （原始内容存档于2013-04-09）.
4. 1 2  . The Verge.   [2013-12-09]. （原始内容存档于2013-12-11）.
5. ↑  . CNET.   [2013-04-04]. （原始内容存档于2013-04-06）.
6. ↑  . The Verge.   [2013-04-04]. （原始内容存档于2014-04-05）.
7. 1 2  . TechCrunch.   [2014-01-03]. （原始内容存档于2014-01-02）.
8. ↑  . The Verge.   [2013-04-12]. （原始内容存档于2013-04-14）.
9. ↑  , The Next Web, 2013-04-12  [2014-02-23], （原始内容存档于2014-02-26）
10. ↑  , T客邦, 2013-04-15  [2014-02-23], （原始内容存档于2014-02-26）
11. ↑  Pogue, David, , The New York Times, 2013-04-09  [2014-02-23], （原始内容存档于2013-11-18）
12. ↑  Stern, Joanna, , ABC News, 2013-04-09  [2014-02-23], （原始内容存档于2014-03-01）
13. ↑  Malik, Om, , GigaOM, 2013-04-04  [2014-02-23], （原始内容存档于2014-02-27）
14. ↑  . Engadget.   [2014-02-23]. （原始内容存档于2014-02-26）.
15. ↑  . The Verge.   [2013-05-23]. （原始内容存档于2013-06-03）.
16. ↑  . Engadget.   [2013-06-08]. （原始内容存档于2013-06-09）.

## 外部連結
- Facebook Home（页面存档备份，存于）（Google Play）